# Římskokatolická farnost – děkanství Most – in urbe

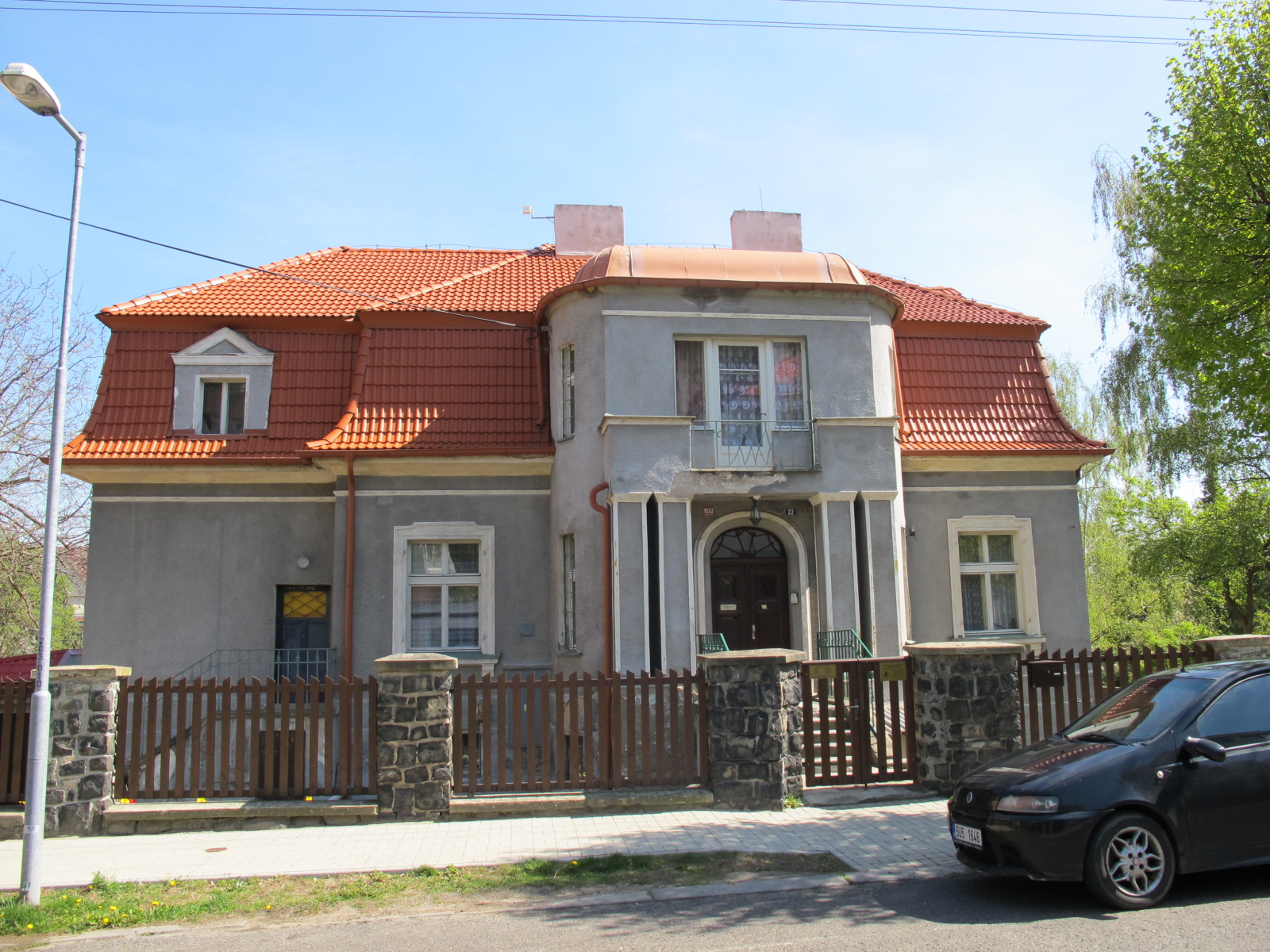
Děkanství v ul. U Města Chersonu v Mostě

Římskokatolická farnost – děkanství Most – in urbe (lat. Pontum, Brüx) je církevní správní jednotka sdružující římské katolíky na území města Most a v jeho okolí. Organizačně spadá do krušnohorského vikariátu, který je jedním z 10 vikariátů litoměřické diecéze. Centrem farnosti je kostel sv. Václava ve městě Most.

## Historie farnosti
Fara byla v Mostě založena již kolem roku 1000. Děkanství existuje asi od roku 1500. Matriky jsou v místě vedeny od roku 1573.
Děkanství bylo, jakožto duchovní centrum, zvláště od 50. let 20. století do 31. prosince 2012, středem tzv. mosteckého farního obvodu, z něho byly v různých etapách spravovány okolní farnosti. Před zánikem mosteckého farního obvodu jimi byly farnosti: Bečov u Mostu, České Zlatníky, Havraň, Holešice, Kopisty u Mostu, Lužice, Most – extra urbem, Slatinice, Vtelno u Mostu a Židovice.

Od 1. ledna 2013 mostecké děkanství afilovalo farnosti Ervěnice, Holešice, Kopisty u Mostu, Most – extra urbem a Slatinice; zatímco farnost Vtelno u Mostu se osamostatnila a afilovala farnosti Bečov u Mostu, České Zlatníky, Havraň, Lužice a Židovice.

### Duchovní správcové vedoucí farnost
Začátek působnosti jmenovaného v duchovní správě farnosti od:
- 1664 Martinus Georgius Barth
- 1681 Joannes Franciscus Comete
- 1704 Math. Hablick
- 1722 Joannes Anton. Steikest
- 1746 Joannes Casp. John
- 1765 Joannes Jos. Böhm, † 1775
- 1776 Car. John, † 31. 8. 1812
- 1813 dec. vacat, cap. Ioann. Gläser
- 1813 Ioann. Gläser, † 17. 12. 1813
- 1815 Car. Müller, n. 28. 9. 1774 Pontens., o. 2. 5. 1802, † 18. 5. 1828
- 1829 Jos. Elstner, n. 26. 2. 1791 Caadens, o. 18. 3. 1815, † 1. 11. 1844
- 1846 Anton. Ludwig, n. 3. 6. 1807, Reichenbergae, o. 28. 9. 1832, † 20. 8. 1870
- 1870 dec. vacat, admin. int. Alois. Schwadisch
- 1871 Alois. Schwadisch, n. 17. 8. 1826 Görkau, o. 25. 1853, † 24. 1. 1876
- 1876 Joann. Reich, n. 10. 1. 1823 Saaz, o. 21. 1. 1846
- 1879 Jos. Güntner, n. 10. 5. 1842 Lusen., o. 25. 7. 1868, † 2. 2. 1916
- 1. 7. 1916 Josef Sitte, n. 25. 10. 1881 Warnsdorf, o. 17. 7. 1904, † 25. 1. 1972
- 25. 3. 1946 Vladimír Jindřich Lakomý OFMCap
- 1. 7. 1948 Oldřich Hodač
- 14. 3. 1955 Václav Truxa O.Cr.
- 15. 9. 1957 Jaroslav Knespl
  - 1964–1968 Milan Vlček, farní vikář
  - 1968 Radim Hložánka, farní vikář
- 21.11. 1976 Radim Hložánka
- 1. 6. 1977 Jan Janáč
- 1. 9. 1980 Stanislav Česlík
- 7. 4. 1986 Josef Nižnanský
- 1. 7. 1986 Jan Janáč
- 1. 9. 1995 Jan Bečvář
- 1. 8. 1999 Bohuslav Bártek
- 1. 7. 2001 Josef Hurt, admin.
- 1. 7 2010 Grzegorz Marian Czyżewski, admin.; od 1. 3. 2017 děkan
- 1. 8. 2019 Leo Gallas, O.Cr., děkan[3]

Kromě kněží stojících v čele farnosti, působili ve farnosti v průběhu její historie i jiní kněží. Většinou pracovali jako farní vikáři, kaplani, katecheti, výpomocní duchovní aj.

## Území farnosti
Do farnosti náleží území obcí:
- Albrechtice (Ulbersdorf)
- Bylany (Püllna)
- Čepirohy (Tschöppern)
- Dřínov (Bartelsdorf)
- Ervěnice (Seestadtl)
- Holešice (Holeschitz)
- Hořany (Hareth)
- Jezeří (Eisenberg)
- Komořany (Kommern)
- Konobrže (Kummerpusch)
- Kopisty (Kopizt)
- Malé Březno (Kleinpriesen)
- Most (Brüx)
- Pařidla (Paredl)
- Pláň (Plan)
- Pohlody (Pahlet)
- Růžodol (Rosenthal)
- Slatinice (Deutsch Schladnig)
- Souš (Tschausch)
- Střimice (Striemitz)
- Třebušice (Triebschitz)
- Ves sv. Václava (Taschenberg, Wenzelsdorf)
- Vršany (Würschen)
- Zahražany (Saras)

## Římskokatolické sakrální stavby na území farnosti
| | Fotografie | Stavba                         | Místo        | Bohoslužby                      | Zeměpisné souřadnice             | Status          | Číslo kulturní památky          |
| Kostely | Kostely    | Kostely                        | Kostely      | Kostely                         | Kostely                          | Kostely         | Kostely                         |
| --- | ---------- | ------------------------------ | ------------ | ------------------------------- | -------------------------------- | --------------- | ------------------------------- |
| 1. |            | Kostel sv. Jana Evangelisty    | Malé Březno  | bližší informace o bohoslužbách | 50°27′41″ s. š., 13°33′41″ v. d. | filiální kostel | 43747/5-370 (Pk•MIS•Sez•Obr•WD) |
| 2. |            | Kostel sv. Václava             | Most         | bližší informace o bohoslužbách | 50°31′2″ s. š., 13°38′16″ v. d.  | farní kostel    | —                               |
| 3. |            | Kostel Nanebevzetí Panny Marie | Most         | bližší informace o bohoslužbách | 50°31′4″ s. š., 13°38′55″ v. d.  | děkanský kostel | 43753/5-378 (Pk•MIS•Sez•Obr•WD) |
| Kaple |            |                                |              |                                 |                                  |                 |                                 |
| 4. |            | Špitál Svatého Ducha s kaplí   | Most         | bližší informace o bohoslužbách | 50°31′3″ s. š., 13°38′54″ v. d.  | špitální kaple  | 47647/5-383 (Pk•MIS•Sez•Obr•WD) |
| 5. |            | Kaple Panny Marie Bolestné     | Zámek Jezeří | bližší informace o bohoslužbách | 50°33′15″ s. š., 13°30′17″ v. d. | zámecká kaple   | 42992/5-298 (Pk•MIS•Sez•Obr•WD) |
| Některé drobné sakrální stavby a pamětihodnosti lze dohledat zde v databázi Drobné sakrální památky Zaniklé sakrální stavby lze dohledat zde v databázi Poškozené a zničené kostely, kaple a synagogy v České republice |            |                                |              |                                 |                                  |                 |                                 |

Ve farnosti se nacházejí také další drobné sakrální stavby a pamětihodnosti. Historicky se na území farnosti, včetně afilovaných farností, nacházelo větší množství kostelů, kaplí, kapliček a dalších sakrálních objektů. Velká část z nich byla zbořena nebo poškozena v 2. polovině 20. století v důsledku těžby uhlí a průmyslu. Seznamy těchto objektů jsou připojeny na stránkách zaniklých farností.

## Farní obvod
Z důvodu efektivity duchovní správy byl vytvořen farní obvod (kolatura) sestávající z přidružené farnosti Vtelno u Mostu, která je spravována excurrendo z Mostu.